# Глутатіонпероксидаза-3
Глутатіонпероксидаза-3 (англ. Glutathione peroxidase 3) – білок, який кодується геном GPX3, розташованим у людей на короткому плечі 5-ї хромосоми. Довжина поліпептидного ланцюга білка становить 226 амінокислот, а молекулярна маса — 25 552.
| 10         |  | 20         |  | 30         |  | 40         |  | 50         |
| ---------- |  | ---------- |  | ---------- |  | ---------- |  | ---------- |
| MARLLQASCL |  | LSLLLAGFVS |  | QSRGQEKSKM |  | DCHGGISGTI |  | YEYGALTIDG |
| EEYIPFKQYA |  | GKYVLFVNVA |  | SYGLTGQYI  |  | ELNALQEELA |  | PFGLVILGFP |
| CNQFGKQEPG |  | ENSEILPTLK |  | YVRPGGGFVP |  | NFQLFEKGDV |  | NGEKEQKFYT |
| FLKNSCPPTS |  | ELLGTSDRLF |  | WEPMKVHDIR |  | WNFEKFLVGP |  | DGIPIMRWHH |
| RTTVSNVKMD |  | ILSYMRRQAA |  | LGVKRK     |  |            |  |            |

A: Аланін

C: Цистеїн

D: Аспарагінова кислота

E: Глутамінова кислота

F: Фенілаланін

G: Гліцин

G: UГліцин

H: Гістидин

I: Ізолейцин

K: Лізин

L: Лейцин

M: Метіонін

N: Аспарагін

P: Пролін

Q: Глутамін

R: Аргінін

S: Серин

T: Треонін

V: Валін

W: Триптофан

Цей білок за функціями належить до оксидоредуктаз, пероксидаз. 
Секретований назовні.